# Pseudis fusca
Pseudis fusca es una especie de anfibio anuro de la familia Hylidae.

## Distribución geográfica
Esta especie es endémica del estado nororiental de Minas Gerais en Brasil. Habita a unos 500 m de altitud.

## Publicación original
- Garman, 1883 : A species of Pseudis, from the Rio Arassuahy, Brazil. Science Observer, vol. 4, n.º 5/6, p. 47.[5]